# Top (Unix)

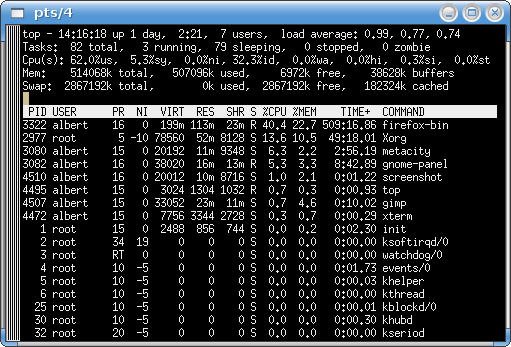
A top parancs egy kimenetele egy Unix-támogató operációs rendszerben.

A legtöbb Unix-szerű operációs rendszerben a  top parancs kilistázza a folyamatokat, és ez a lista automatikusan frissül. A lista alapértelmezetten rendezve van a  CPU használata függvényében, így legfelül a legtöbbet igénylő folyamat található.  A top parancs kilistázza a processzor és a memória használatát, és egyéb információkat a folyamatokról. A parancsnak több verziója létezik, de mindegyikben lehet állítani a kiírandó oszlopokat és azokban a rendezést is.
A top parancs nagyon hasznos a rendszergazdák számára, akik folyamatosan figyelni tudják, melyik felhasználó igényel a legtöbb kapacitást.
Az is lehetséges, hogy a kimenetet egy szöveges állományba tároljuk.
A folyamatok nem valós idejű listájának kiírásához használjuk a ps parancsot.

## Opciók
A lista kiírásához különböző opciók.
```
-d: késlelteti az időintervallumot:  -d ss.tt (másodperc. tizedmásodperc)
	    képernyő frissítési ideje
-u: Felhasználókénti figyelés:  -u somebody
	    Egy megadott felhasználó folyamatainak a figyelése
c: RUSER -- Valós felhasználó neve. 

```